# Shōrin-ryū Shidōkan
Shōrin-ryū Shidōkan (小林流志道館) ist der Hauptzweig des Shorin-ryū-Stils des okinawanischen Karate, der von Miyahira Katsuya, 10. Dan Hanshi, gegründet wurde. Der Stil sollte nicht mit dem neueren japanischen Shidōkan (世界空手道連盟士道館 World Karate Association Shidōkan) verwechselt werden, das 1981 von Yoshiji Soeno gegründet wurde, einem anderen Stil des Knockdown-Karate. 

## Geschichte

### Ursprung von Shidōkan
Im Oktober 1948 eröffnete Miyahira Katsuya sein erstes Karate-Dojo in Kanehisa, Nishihara, Okinawa, nachdem er von seinem Lehrer Chibana Chōshin das Shihan-Zertifikat (4. Rang) erhalten hatte. Miyahira Sensei erhielt 1978 den 10. Dan und nannte sein Dojo Shidōkan (志道館, „Haus des Weges des Kriegers“).

### Entstehung
In Chibana Chōsin's Shorin-ryu Karate 小林流 (auch als Kobayashi gelesen) wurden fünf seiner Senior bzw. fortgeschrittenen Schüler zum 9. Dan befördert. Nach Sensei Chibana's Tod im Jahr 1969 erhielt sein ältester Schüler, Miyahira Katsuya, das Hanko (offizielle Siegel der Organisation) und wurde zum Präsidenten der Okinawa Shorin-ryū Karate-dō-Vereinigung gewählt. Andere ältere Schüler teilten den Stil des Shorin-Ryū-Karate in verschiedene Schulen auf, wobei Miyahira Sensei den Hauptzweig leitete, der heute Shidōkan-Stil (志道館) genannt wird. Unter den älteren Schülern gründete Nakazato Shuguro den Stil Shorinkan, Higa Yuchoku Kyudokan, Nakama Chozo und Kinjo Kensei das Kushin-ryu.

## Charakteristika und Verbreitung
Shidōkan zeichnet sich, wie die meisten Chibana oder Kobayashi-Schulen, im Allgemeinen durch relativ hohe Standhaltungen (typisch für Selbstverteidigungskarate), schnelle und leichte Bewegungen und explosive Kraft aus.
Heute ist Shidōkan mit über 25 Dojos ein großer Karate-Stil in Okinawa. In Okinawa ist Shidōkan für seinen Erfolg bei den okinawanischen Bare-Knuckle-Karate-Turnieren bekannt. Nakamura Seiyu, Hansei 10. Dan und ein Schüler von Miyahira Sensei, hat ein Dojo in Yaese-cho Okinawa, wo er derzeit lebt. Maeshiro Morinobu, 10. Dan. Hanshi, Präsident der Okinawa Shorinryu Karatedo Association (OSKA) / Kyokai und Vorsitzender des Karate-Verbandes der Stadt Naha, unterrichtet im Shidōkan Honbu Dojo und in seinem Dojo in Naha-Yogi. Es gibt Dojos u. a. in Argentinien, Australien, Brasilien, Kanada, Tschechien, Frankreich, Griechenland, Guam, Indien, Israel, Italien, Niederlande, Philippinen, Russland, Schweiz, Spanien, Vereinigte Staaten und in Deutschland.

## Grundlegende Techniken
Siehe auch: Liste von Karate-Begriffen
Stellungen
- Musubi-dachi – verbundene Stellung
- Moto-dachi – hohe Vorwärtsstellung
- Ukiashi-dachi – Schwebende Fußstellung
- Shiko-dachi – offene Bereitschaftsstellung
- Zenkutsu-dachi – tiefe Vorwärtsstellung
- Kokutsu-dachi – Rückwärtsstellung
- Kosa-dachi – Überkreuzstellung

Schlagtechniken
- Jōdan zuki – Hohe Angriffsstufe (vom Hals aufwärts)
- Chūdan zuki – mittlere Angriffsstufe (Oberkörper)
- Gedan zuki – untere Angriffsstufe (Knie bis Hüfthöhe)

Tritttechniken
- Mae-Geri – Fußtritt nach vorn
- Mawashi-Geri – Halbkreisfußtritt
- Yoko-Geri – Fußtritt zur Seite
- Ushiro-Geri – Rückwärtsfußtritt
- Fumikumi-Geri – Stampftritt
- Kin-Geri – Hodentritt

Blocktechniken (Arm)
- Soto-Uke – von innen nach außen
- Uchi-Uke – von außen nach innen
- Age-Uke – von unten nach oben
- Gedan-Barai –  Fegeabwehr unten mit Unterarm
- Nagashi-Uke – Fegeabwehr mit der flachen Hand